# Фурудоно
Фурудоно (яп. 古殿町 Фурудоно-мати) — посёлок в Японии, находящийся в уезде Исикава префектуры Фукусима. Площадь посёлка составляет 163,47 км², население — 5576 человек (1 августа 2014), плотность населения — 34,11 чел./км².

## Географическое положение
Посёлок расположен на острове Хонсю в префектуре Фукусима региона Тохоку. С ним граничат город Иваки, посёлок Исикава и сёла Хирата, Самегава.

## Население
Население посёлка составляет 5576 человек (1 августа 2014), а плотность — 34,11 чел./км². Изменение численности населения с 1980 по 2005 годы:
| 1980 | 7879 чел. |  |
| 1985 | 7860 чел. |  |
| 1990 | 7617 чел. |  |
| 1995 | 7348 чел. |  |
| 2000 | 6818 чел. |  |
| 2005 | 6511 чел. |  |

## Символика
Деревом посёлка считается криптомерия, цветком — Lilium auratum, птицей — Phasianus versicolor.